# Ngày Lãnh thổ phương Bắc

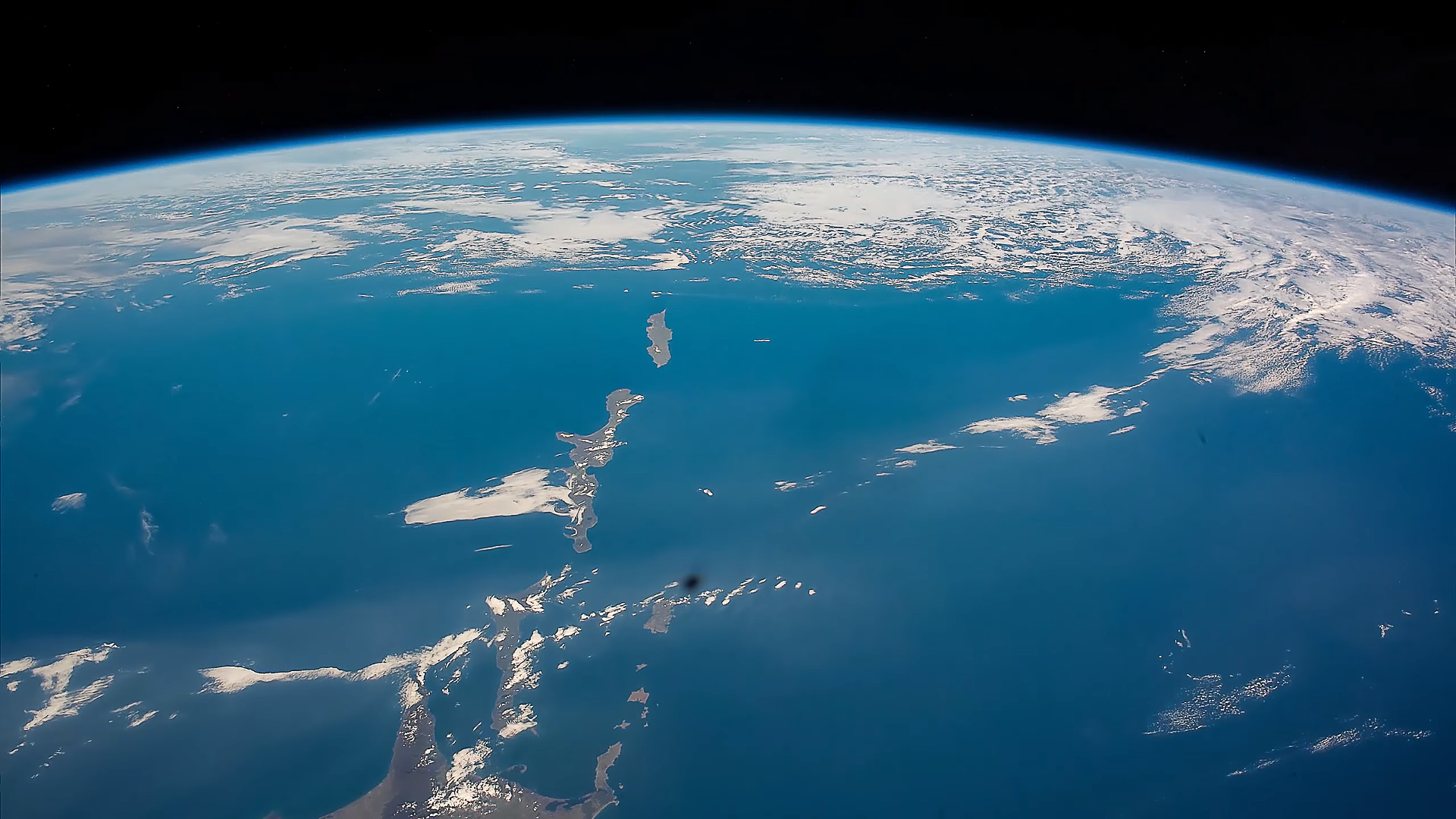
Quần đảo Nam Kuril

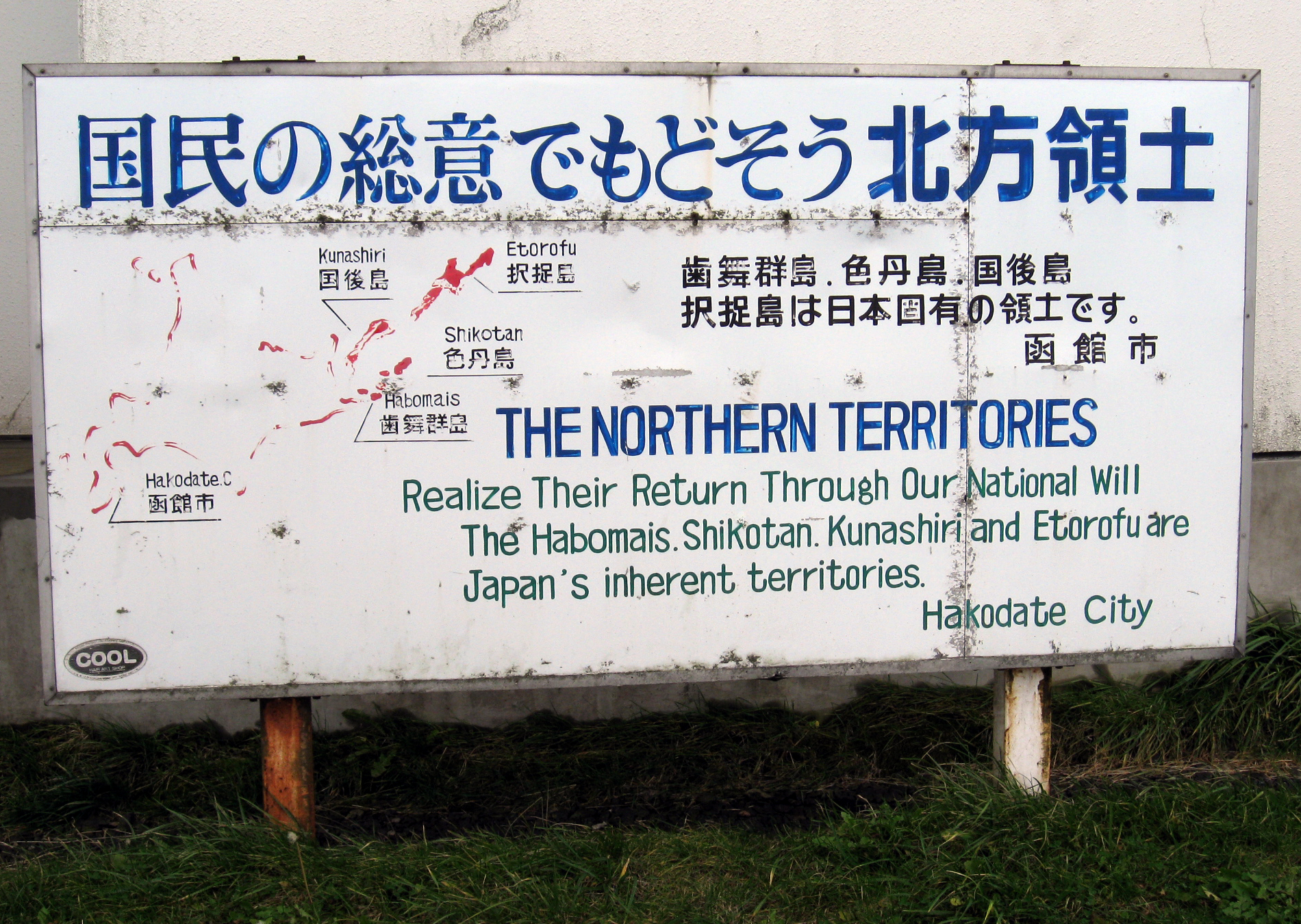
Bảng hiệu ủng hộ quan điểm của người Nhật

Ngày Lãnh thổ phương Bắc (tiếng Nhật: 北方領土の日) là lễ kỷ niệm hàng năm vào ngày 7 tháng 2 của Bộ Ngoại giao Nhật Bản nhằm truyền bá nhận thức về quan điểm của nước này đối với tranh chấp Quần đảo Kuril. Ngày Lãnh thổ phương Bắc không phải là một trong những ngày nghỉ lễ ở Nhật Bản, vì vậy các văn phòng chính phủ và doanh nghiệp đều mở cửa (Ngày Quốc khánh diễn ra ngay sau đó vào ngày 11 tháng 2). Ngày của nó được ấn định là ngày 7 tháng 2 hàng năm vì vào ngày 7 tháng 2 năm 1855, Nhật và Nga đã ký Hiệp ước Shimoda.
Hiệp ước Hòa bình San Francisco được Đồng Minh và Nhật Bản ký kết vào năm 1951, quy định rằng Nhật Bản phải từ bỏ "tất cả các quyền, danh nghĩa và yêu sách đối với quần đảo Kuril", nhưng cũng không công nhận chủ quyền của Liên Xô đối với quần đảo này. Nhật Bản tuyên bố rằng ít nhất một số hòn đảo đang tranh chấp không phải là một phần của Quần đảo Kuril và do đó không nằm trong phạm vi điều chỉnh của hiệp ước. Ngày này tương tự như Ngày Takeshima (竹島の日) ở tỉnh Shimane nhằm tôn vinh quan điểm của phía Nhật trong tranh chấp đảo Liancourt.